# 안드레스 로드리게스
안드레스 로드리게스 페도티(스페인어: Andrés Rodríguez Pedotti, 1923년 7월 19일 ~ 1997년 4월 21일)는 파라과이의 군인이자 독재자로 47대 대통령이었다.

## 출생
보르하에서 태어났다.

## 집권과 독재
안드레스 로드리게스는 알프레도 스트로에스네르의 극우 군사독재정권의 부역자였으나 1989년 쿠데타를 감행해 스트로에스네르를 권좌에서 끌어내리고 자신이 권력을 잡았다.
안드레스 로드리게스는 스트로에스네르외 마찬가지로 반대파를 탄압했으며, 파라과이의 몰락을 가속화시켰다.

## 죽음
1997년 뉴욕에서 암으로 사망하였다.